# Катена (Козенца)
Катена је насеље у Италији у округу Козенца, региону Калабрија.
Према процени из 2011. у насељу је живело 216 становника. Насеље се налази на надморској висини од 432 м.